# La Pharmacopée d'Hamilton
La Pharmacopée d'Hamilton est une série documentaire américaine, qui a été créée par Viceland le 26 octobre 2016. L'émission suit Hamilton Morris alors qu'il explore l'histoire, la chimie et l'impact social des substances psychoactives. Le programme raconte les voyages et les expériences personnelles de Hamilton Morris. Le présentateur s'entretient avec des scientifiques, des chamans et des personnalités de la contre-culture.

## Fond
La Pharmacopée d'Hamilton est une série documentaire créée, écrite et réalisée par Hamilton Morris . Elle est produite sous diverses formes depuis 2009. La Pharmacopée d'Hamilton a débuté comme une chronique mensuelle sur les drogues psychoactives rédigée pour le magazine Vice. Lorsqu'Hamilton a eu l'occasion de filmer de courts documentaires pour accompagner ses écrits, il a commencé à produire ce contenu sous forme de série documentaire, en ligne, à partir de la sortie de The Sapo Diaries la même année. Au départ, la série n'était disponible que sur VBS.TV, mais après sa sortie sur YouTube, la série a commencé à gagner un plus large public international,. De 2009 à 2017, Hamilton a produit dix documentaires sur la Pharmacopée avant que l'émission ne commence sa première saison sur la chaîne de télévision câblée Viceland (maintenant Vice TV). De 2016 à 2020, Hamilton Morris a réalisé vingt épisodes de Hamilton's Pharmacopeia pour Viceland. La troisième et dernière saison a été diffusée le 4 janvier 2021,,.